# Giuseppe Milano
Giuseppe Milano (Revere, 26 settembre 1887 – Vercelli, 13 maggio 1971) è stato un calciatore e allenatore di calcio italiano, di ruolo centrocampista.
Era indicato anche come Milano I perché nello stesso periodo giocavano in squadra anche i suoi due fratelli Aldo e Felice. Fu anche capitano della squadra; grazie alla sua personalità tecnico-tattica sul campo e alla sua avvenenza, fu una delle prime stelle del calcio italiano, grazie alle sue eccellenti prestazioni in maglia azzurra.
Non è mai stato arbitro di calcio. È stato erroneamente considerato tale a posteriori, omologandolo ad un omonimo arbitro di Alessandria dei primi anni '20 che si chiamava Ugo.

## Carriera

### Calciatore
Con la Pro Vercelli vinse cinque scudetti (dal 1908 e 1909 e dal 1911 al 1913).
Vanta anche 11 presenze con la Nazionale italiana, tutte disputate con la fascia da capitano. Esordì il 6 gennaio 1911 in Italia-Ungheria (0-1).

### Allenatore
Insieme all'amico e compagno di squadra Marcello Bertinetti, fu giocatore-allenatore della Pro Vercelli nel 1906, per poi assumere la piena guida tecnica nel periodo 1909-1914, conquistando quattro scudetti (1909, 1910-11, 1911-12 e 1912-13). In Nazionale giocò 11 partite, dal 1911 al 1914, tutte e 11 con la fascia da capitano dopo di che tornò a far parte di diverse commissioni tecniche che guidarono l'Italia negli anni venti;Tornò ad allenare il sodalizio bianco vercellese, sempre nell'antenata della Serie A nel 1924-26 (formando un triumvirato con Bertinetti e Guido Ara) e in Serie B nel 1935-36, insieme all'amico Andrea Balzaretti.
Allenò il Novara nella stagione 1928-1929.
Morì a Vercelli il 13 maggio 1971, ad 84 anni.

## Statistiche

### Cronologia presenze e reti in Nazionale
| Cronologia completa delle presenze e delle reti in nazionale ― Italia | Cronologia completa delle presenze e delle reti in nazionale ― Italia | Cronologia completa delle presenze e delle reti in nazionale ― Italia | Cronologia completa delle presenze e delle reti in nazionale ― Italia | Cronologia completa delle presenze e delle reti in nazionale ― Italia | Cronologia completa delle presenze e delle reti in nazionale ― Italia | Cronologia completa delle presenze e delle reti in nazionale ― Italia | Cronologia completa delle presenze e delle reti in nazionale ― Italia |
| Data                                                                  | Città                                                                 | In casa                                                               | Risultato                                                             | Ospiti                                                                | Competizione                                                          | Reti                                                                  | Note                                                                  |
| --------------------------------------------------------------------- | --------------------------------------------------------------------- | --------------------------------------------------------------------- | --------------------------------------------------------------------- | --------------------------------------------------------------------- | --------------------------------------------------------------------- | --------------------------------------------------------------------- | --------------------------------------------------------------------- |
| 6-1-1911                                                              | Milano                                                                | Italia                                                                | 0 – 1                                                                 | Ungheria                                                              | Amichevole                                                            | -                                                                     | Cap.                                                                  |
| 9-4-1911                                                              | Saint-Ouen                                                            | Francia                                                               | 2 – 2                                                                 | Italia                                                                | Amichevole                                                            | -                                                                     | Cap.                                                                  |
| 7-5-1911                                                              | Milano                                                                | Italia                                                                | 2 – 2                                                                 | Svizzera                                                              | Amichevole                                                            | -                                                                     | Cap.                                                                  |
| 21-5-1911                                                             | La Chaux-de-Fonds                                                     | Svizzera                                                              | 3 – 0                                                                 | Italia                                                                | Amichevole                                                            | -                                                                     | Cap.                                                                  |
| 17-3-1912                                                             | Torino                                                                | Italia                                                                | 3 – 4                                                                 | Francia                                                               | Amichevole                                                            | -                                                                     | Cap.                                                                  |
| 29-6-1912                                                             | Stoccolma                                                             | Finlandia                                                             | 3 – 2 dts                                                             | Italia                                                                | Olimpiadi 1912                                                        | -                                                                     | Cap.                                                                  |
| 1-7-1912                                                              | Stoccolma                                                             | Svezia                                                                | 0 – 1                                                                 | Italia                                                                | Olimpiadi 1912                                                        | -                                                                     | Cap.                                                                  |
| 3-7-1912                                                              | Stoccolma                                                             | Austria                                                               | 5 – 1                                                                 | Italia                                                                | Olimpiadi 1912                                                        | -                                                                     | Cap.                                                                  |
| 1-5-1913                                                              | Torino                                                                | Italia                                                                | 1 – 0                                                                 | Belgio                                                                | Amichevole                                                            | -                                                                     | Cap.                                                                  |
| 15-6-1913                                                             | Vienna                                                                | Austria                                                               | 2 – 0                                                                 | Italia                                                                | Amichevole                                                            | -                                                                     | Cap.                                                                  |
| 17-5-1914                                                             | Berna                                                                 | Svizzera                                                              | 0 – 1                                                                 | Italia                                                                | Amichevole                                                            | -                                                                     | Cap.                                                                  |
| Totale                                                                |                                                                       | Presenze                                                              | 11                                                                    |                                                                       | Reti                                                                  | 0                                                                     |                                                                       |

## Palmarès

### Giocatore/allenatore

#### Competizioni nazionali
- Campionato italiano: 5

Pro Vercelli: 1908 (solo giocatore), 1909, 1910-1911, 1911-1912, 1912-1913
- Seconda Categoria: 1

Pro Vercelli: 1907 (solo giocatore)